# V28
 'V: 28'  fue una banda noruega de black metal industrial de Arendal. La banda se formó a raíz de la resolución de la banda sin signo V: O: I: D por Kristoffer Oustad y Eddie Risdal. Después de seis años y tres álbumes de estudio, la banda se disolvió en 2008 cuando pensaron que el anillo había terminado. Anunciaron la disolución de la banda ya en marzo de 2008. Miraron la gira de lanzamiento en el otoño de 2008, donde tocaron ocho conciertos en 11 días. Tocaron en Francia, Bélgica, los Países Bajos y Alemania. El último concierto fue el concierto final del 20 de diciembre de 2008 en Arendal en la Casa Cultural de Arendal.

## Discografía
- Time Is Empty (Demo, 2002)
- Promotion CD 2003 (Demo, 2003)
- NonAnthropogenic (Studioalbum, 2003)[2]
- SoulSaviour (Studioalbum, 2005)
- Promotion CD 2006 (Demo, 2006)
- VioLution (Studioalbum, 2007)

## Miembros
Últimos miembros
Kristoffer Oustad – Gitar
Eddie Risdal – Vokal
Atle Johansen – Bass
Miembros anteriores
Børre Iversen – Trommer
Artistas invitados
Grutle Kjellson – Vokal (NonAnthropogenic)
Lina Baby Doll – Programmering (SoulSaviour)
LRZ – Programmering (SoulSaviour)
Kim Werner Isaksen – Vokal (SoulSaviour)
Lars Pedersen – Perkusjon (SoulSaviour)
Peter Andersson – Programmering (SoulSaviour)
MZ.412 – Programmering (VioLution)
Kristoffer Rygg – Vokal (VioLution)
Ghost – Vokal (VioLution)
Peter Nyström – Analog støy (VioLution)
Mike VanPortfleet – Vokal (VioLution)
Coph Nia – Vokal (Total Reconstruction)